# Могильчак, Иван Лазаревич
Иван Лазаревич Могильчак (1917—1945) — майор Рабоче-крестьянской Красной Армии, участник Великой Отечественной войны, Герой Советского Союза (1944).

## Биография
Родился 8 февраля 1917 года в селе Демидовка (ныне — Тростянецкий район Винницкой области Украины). Окончил девять классов школы в Свердловске и Батайскую авиационную школу Гражданского воздушного флота, после чего работал лётчиком в Иркутском аэропорту. В 1940 году он окончил курсы высшей лётной подготовки.
В 1941 году был призван на службу в Рабоче-крестьянскую Красную Армию. С июля 1942 года — на фронтах Великой Отечественной войны.
К октябрю 1943 года будучи старшим лейтенантом командовал эскадрильей 235-го штурмового авиаполка 264-й штурмовой авиадивизии 5-го штурмового авиационного корпуса 2-й воздушной армии Воронежского фронта. К тому времени он совершил 94 боевых вылета на штурмовку и бомбардировку скоплений боевой техники и живой силы противника, нанеся ему большие потери, лично сбил 1 вражеский самолёт.
Указом Президиума Верховного Совета СССР «О присвоении звания Героя Советского Союза офицерскому составу военно-воздушных сил Красной Армии» от 4 февраля 1944 года за «образцовое выполнение боевых заданий командования на фронте борьбы с немецкими захватчиками и проявленные при этом отвагу и геройство» был удостоен высокого звания Героя Советского Союза с вручением ордена Ленина и медали «Золотая Звезда» за номером 2827.
Генерал Каманин Н. П. писал:

«Каждый день водили свои эскадрильи наши славные капитаны Григорий Прошаев, Николай Павленко, Георгий Береговой, Петр Шмиголь, Тимофей Лядский, Иван Могильчак… Иван Могильчак! Тот самый, всегда веселый и жизнерадостный, запевала и аккордеонист Иван Могильчак, не знавший страха в бою, герой днепровской эпопеи, воспитавший мастеров штурмового удара — Алексея Красилова, Василия Захарченко, Анатолия Казакова, Сергея Бесчастного. Иван Могильчак первый в полку освоил боевые полеты штурмовиков в горах.
Крестьянский сын из-под Винницы, ровесник Октября, Иван Лазаревич Могильчак перед войной окончил школу летчиков Гражданского воздушного флота и получил хорошую практику полетов над просторами Сибири, над таёжными массивами. Вот почему он был в полку мастером штурманской подготовки, умел прекрасно ориентироваться в полетах. 140 боевых вылетов сделал на фронте капитан Иван Могильчак. 25 раз его грозный штурмовик появлялся над окруженным врагом в районе Будапешта. Последний, 26-й вылет оказался роковым: Герой Советского Союза Иван Лазаревич Могильчак погиб, выполняя боевое задание. Образ его навечно остался в наших сердцах.».

Самолёт майора Ивана Могильчака был подбит в бою над Будапештом. 14 февраля 1945 года умер от полученных ожогов. Первоначально был похоронен в Будапеште, после войны перезахоронен в сквере Козицкого в Виннице.
Был также награждён двумя орденами Красного Знамени, орденами Александра Невского и Отечественной войны 2-й степени.
В его честь названы улицы в Виннице, Тростянце и Демидовке.